# Justin Reid
Justin Quintin Reid (Prairieville, 15 febbraio 1997) è un giocatore di football americano statunitense che milita nel ruolo di safety per i New Orleans Saints della National Football League (NFL).

## Carriera

### Houston Texans
Al college Reid giocò a football con gli Stanford Cardinal dal 2015 al 2017. Fu scelto nel corso del terzo giro (68º assoluto) del Draft NFL 2018 dagli Houston Texans. Il fatto che non fosse stato scelto in uno dei primi due giri fu considerata una sorpresa dagli analisti. Il 10 giugno 2018 firmò un contratto quadriennale del valore di 4 milioni di dollari. Nell'undicesimo turno ritornò un intercetto su Alex Smith per 101 yard in touchdown nella vittoria esterna sui Washington Redskins. La sua stagione da rookie si chiuse con 88 tackle e 3 intercetti, disputando tutte le 16 partite.

### Kansas City Chiefs
Il 14 marzo 2022 Reid firmò con i Kansas City Chiefs un contratto triennale del valore di 31,5 milioni di dollari. Il 12 febbraio 2023, nel Super Bowl LVII vinto contro i Philadelphia Eagles per 38-35, mise a segno 7 tackle, conquistando il suo primo titolo.

### New Orleans Saints
Il 12 marzo 2025 Reid firmó un contratto triennale del valore di 31,5 milioni di dollari con i New Orleans Saints.

## Palmarès
- Super Bowl : 2

Kansas City Chiefs: LVII, LVIII
- American Football Conference Championship: 3

Kansas City Chiefs: 2022, 2023, 2024

## Famiglia
Justin Reid è il fratello di Eric, safety dei Carolina Panthers.